# Сэквилл, Эрбарнд, 9-й граф де ла Варр
Эрбранд Эдвард Дандональд Брасси Сэквилл, 9-й граф де ла Варр (англ. Herbrand Edward Dundonald Brassey Sackville, 9th Earl De La Warr; 20 июня 1900 — 28 января 1976) — британский политик. Он носил титул учтивости — лорд Бакхерст с 1900 по 1915 год. Первый потомственный пэр, вступивший в лейбористскую партию и ставший министром правительства в возрасте 23 лет.

## Происхождение и образование
Родился 20 июня 1900 года. Единственный сын Гилберта Сэквилла, 8-го графа де ла Варра (1869—1915), и Мюриэль Агнес Брасси (1872—1930), дочери Томаса Брасси, 1-го графа Брасси, старшего сына инженера железнодорожного транспорта Томаса Брасси.
Он получил образование в Итонском колледже и колледже Магдалины в Оксфорде. В 1915 году его отец погиб во время Первой мировой войны, и он унаследовал этот титул в возрасте 15 лет.

## Политическая карьера
Лорд де ла Варр стал первым потомственным пэром, вступившим в лейбористскую партию, и в феврале 1924 года, когда ему тогда было 23 года, был одним из самых молодых когда-либо министров, когда он был назначен лордом-в-ожидании в первом лейбористском правительстве Рамсея Макдональда. В том же месяце он произнес свою первую речь в Палате лордов.
Во втором лейбористском правительстве с 1929 по 1931 год он занимал должности капитана Корпуса офицеров почётного эскорта (главного кнута правительства в Палате лордов) и заместителя военного министра (1929—1930), а также парламентского секретаря Министерство сельского хозяйства и рыболовства (1930—1931) и в лорда-в-ожидании (1929—1931).
В 1931 году в правительстве Рамсея Макдональда лорд де ла Варр занимал должности парламентского секретаря Министерства сельского хозяйства и рыболовства (1931—1935), а в правительстве премьер-министра Стэнли Болдуина занимал посты парламентского секретаря Совета по образованию (1935—1936) и заместителя министра колоний (1936—1937) . В 1936 году он стал членом Тайного совета Великобритании.
В 1937 году новый премьер-министр Невилл Чемберлен назначил лорда де ла Варра лордом-хранителем Малой печати . С 1938 по 1940 год он занимал должность президента Совета по образованию.
В апреле 1940 года лорд де ла Варр стал первым комиссаром работ в результате серии министерских изменений, проведенных Чемберленом , но был понижен в должности из кабинета министров. В мае 1940 года Невилла Чемберлена сменил Уинстон Черчилль, который сформировал коалиционное правительство, а возражения Лейбористской партии против национальных министров труда привели к тому, что лорд де ла Варр был отстранен от должности, и он не возвращался в правительство в течение одиннадцати лет.
С 1951 по 1955 год лорд де ла Варр занимал должность генерального почтмейстера в консервативном правительстве премьер-министра Уинстона Черчилля.
Помимо своей карьеры в национальной политике, граф де ла Варр был мэром Бексхилл-он-Си в 1932—1934 годах, а также мировым судьей и заместителем лейтенанта графства Сассекс. В 1956 году он был награждён Большим крестом Ордена Британской Империи.

## Семья
Лорд де ла Варр был дважды женат. 30 декабря 1920 года он женился первым браком на Диане Хелене Ли (25 февраля 1896 — 29 марта 1966), дочери капитана Генри Джерарда Ли и Мэрион Линдси Антробус. У супругов было два сына и дочь.
- Уильям Эрбранд Сэквилл, 10-й граф де ла Варр (16 октября 1921 — 9 февраля 1988), старший сын и преемник отца.
- Томас Генри Джордан Сэквилл (13 ноября 1922 — 14 мая 1943), погиб в бою во время Второй мировой войны.
- Леди Кэтрин Памела Сэквилл (4 марта 1926 — 1 августа 2010), в 1946 году она вышла замуж за Фрэнка Томаса Робертсона Джайлза, от брака с которым у неё было трое детей.

1 марта 1968 года он женился вторым браком на Сильвии Маргарет Харрисон, графине Килмюр (16 июля 1903 — 10 июня 1992). Она была дочерью Эдит и хлопкового брокера Уильяма Реджинальда Харрисона, вдове Дэвида Максвелла Файфа, 1-го графа Килмюра, и сестре актёра сэра Рекса Харрисона.

## Смерть
Лорд Де Ла Варр умер в январе 1976 года в возрасте 75 лет, и ему наследовал графство его старший и единственный выживший сын Уильям. Графиня Де Ла Варр умерла в июне 1992 года.